# 万全都指挥使司
万全都指挥使司，简称万全都司，明朝在今河北西北部地区设立的军政机构。
明宣宗宣德五年（1430年）设置万全都司，治所在宣府卫（今河北省宣化）管辖今河北省内外长城中间的赤城、怀来以西和宣化、阳原以北地区。位于京师顺天府门户居庸关以外，在开平卫、兴和卫等迁徙废除后，地位非常重要，分屯设军，几倍于其他军镇。清朝初年废除。